# محاصره هالیکارناس
محاصرهٔ هالیکارناس نبردی بین اسکندر مقدونی و شاهنشاهی هخامنشی بود که در سال ۳۳۴ پیش از میلاد رخ داد. ارتش اسکندر که فاقد نیروی دریایی بود، پیوسته از جانب نیروی دریایی هخامنشیان احساس خطر می‌کرد. نیروی دریایی هخامنشیان یکسره در پی برانگیختن اسکندر به نزاع بود. سرانجام ناوگان دریایی ایرانیان به سوی هالیکارناس بادبان کشید تا پایگاه دفاعی تازه‌ای را در آنجا ایجاد کند. آدا، ملکهٔ سابق هالیکارناس، توسط برادر جوانترش، پیکسوداروس، از تخت سلطنت به زیر کشیده و رانده شده بود. داریوش پس از مرگ پیکسوداروس، اورونتوباتس را به حکمرانی کاریه—که هالیکارناس نیز در حوزهٔ قلمرو آن محسوب می‌شد—گماشته بود. با ورود اسکندر به منطقه در سال ۳۳۴ پیش از میلاد، آدا که دژ آلیندا را در تملک داشت بدون هیچ مقاومتی آن را به اسکندر تسلیم کرد.
اورونتوباتس و ممنون رودسی در هالیکارناس سنگر گرفته بودند. اسکندر جاسوسانی فرستاد تا با مخالفان داخل شهر دیدار کنند. مخالفان پیشتر متعهد شده بودند که دروازه‌های شهر را به روی اسکندر بگشایند و به او اجازهٔ ورود دهند. جاسوسان که به شهر رسیدند خبری از مخالفان نیافتند. متعاقب آن، درگیری مختصری روی داد و ارتش اسکندر توانست با گذر از دیوارهای شهر، وارد هالیکارناس شود. ممنون رودسی منجنیق‌هایش را به کار گرفت و ارتش اسکندر عقب نشست. ممنون سپس از پیاده‌نظامش بهره جست، اما تنها اندکی پیش از آنکه اسکندر متحمل شکست شود، پیاده‌نظام مقدونیه از حصارهای شهر با موفقیت عبور و سربازان هخامنشی را غافلگیر کرد. ممنون که از سقوط شهر آگاه شده بود، آن را به آتش کشید و با سپاهش عقب‌نشینی کرد. باد شدیدی وزیدن گرفت و اکثر شهر طعمهٔ حریق شد.

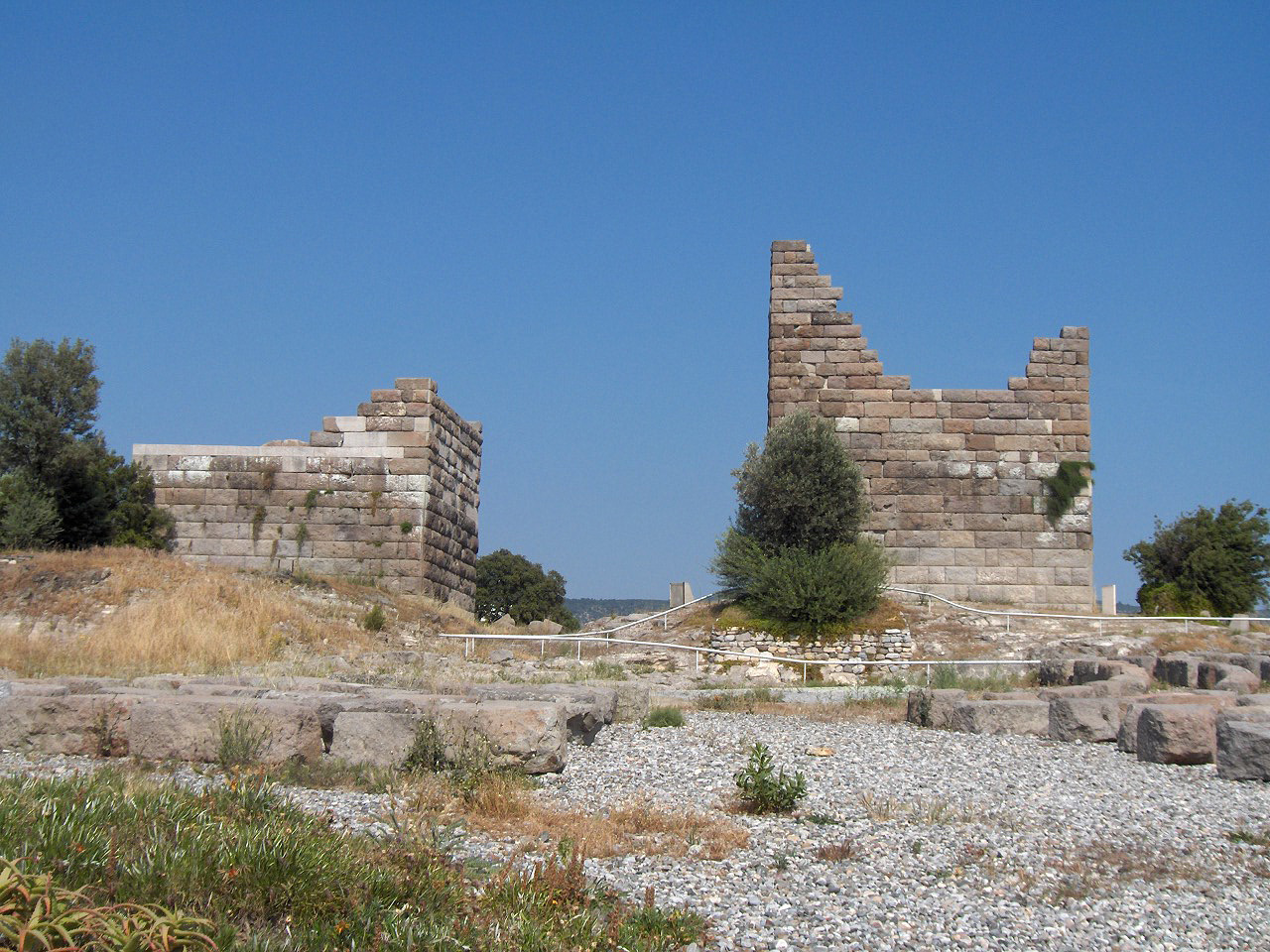
خرابه‌های استحکامات اطراف هالیکارناس، سدهٔ چهارم پیش از میلاد

اسکندر حکومت کاریه را به آدا سپرد و در عوض، آدا رسماً اسکندر را به فرزندخواندگی پذیرفت تا پس از مرگش مُلک کاریه، بی هیچ قید و شرطی به اسکندر برسد. آدا در میان مردم کاریه محبوب بود و اسکندر با نشاندن او به تخت سلطنت کاریه، از وفاداری حاکم و مردم کاریه به خود اطمینان حاصل کرد.